# Кариби

Кариби

Кари́би (англ. Caribbean; застаріла назва — Вест-І́ндія від англ. West Indies, букв. «Західна Індія») — група островів в Атлантичному океані між Північною і Південною Америкою. Належить до Північної Америки.
Включає Багамські, Великі Антильські й Малі Антильські острови. Загальна площа 244 890 км² (Великі Антильські — 216 260, Малі Антильські — 14 095 та Багамські — 14 535). Усі Антильські острови значно підіймаються над рівнем моря. Багамські ж острови утворені кораловими рифами. Найвищі гори розташовуються в західній частині Гаїті (2184 м), в східній частині Куби (2375 м) та в північній частині Ямайки (2341 м); східні береги Малих Антильських островів є рівнинами; гори круто спускаються в долини. Численні бухти островів є зручними гаванями. Куба, Віргінські та Багамські острови оточені величезними кораловими рифами, що підіймаються на поверхню моря та вкриті пальмами. Багато островів (особливо Малі Антильські) мають ознаки вулканічного походження.

## Клімат
Клімат Карибських островів доволі схожий. Спекотна та волога пора року — весна, починається в травні; у середині місяця випадає перший періодичний дощ, щоденно близько полудня. Після 14-денних дощів починається посушливе тропічне літо; спека пом'якшується морськими вітрами та східними пасатами, що дмуть впродовж цілого року; не зважаючи на спеку клімат — вологий, що сприяє небезпеці поширення тут жовтої гарячки й інших хвороб, притаманних тропічним країнам. Чистіше повітря в горах. У липні дощі посилюється, особливо на Великих Антильських островах, а на Малих найбільше опадів у серпні та жовтні; тоді ж відбуваються великі повені на річках; з серпня по жовтень бувають урагани, що часто призводять до великих спустошень. З кінця листопада починається зима (порівняно сухий час), що триває до травня — найкращої пори року у цих місцях.

## Рослинний та тваринний світ
Острови вкрито пишною американською рослинністю; у низинах — тропічні рослини, в горах — європейські фруктові дерева; величезні лугові простори (савани) розляглися на великих островах. Основний здобуток островів становлять продукти технічних рослин; ваніль дико росте в лісах Ямайки, агава — на Кубі та Багамських островах; на багатьох островах ростуть індиго, какао, кокосові пальми, тютюн, бавовна. Хлібне дерево пересаджене з Таїті на Ямайку. Із зернових рослин вирощують багато кукурудзи, пшениці — дуже мало. Основні продукти експорту — цукор і кава. Цукрову тростину, що росте на Карибських островах, було завезено сюди з Канарських островів іспанцями в XVI столітті, а кавове дерево — голландцями та французами з Аравії.
До прибуття європейців на островах було дуже мало місцевих видів тварин: агуті, опосум і породи невеликих мавп; доволі багато скорпіонів, змій; в тихих водах живуть каймани. На Ямайці виловлюють черепах; птахи відрізняються блискучим пір'ям: папуги, колібрі. Усі домашні тварини перевезено з Європи, і тепер рогата худоба та коні частково здичавіли, подібно до того, як це сталося в саваннах Південної Америки.
Води карибського басейну наповнені життям. Коралові рифи дають притулок величезній кількості живих істот. Різноманітні види безхребетних, хрящеві й кісткові риби. З великих хижаків тут мешкають різні види акул, зокрема акула-бик, акула тигрова, акула шовкова та карибська рифова акула.

## Історичні відомості

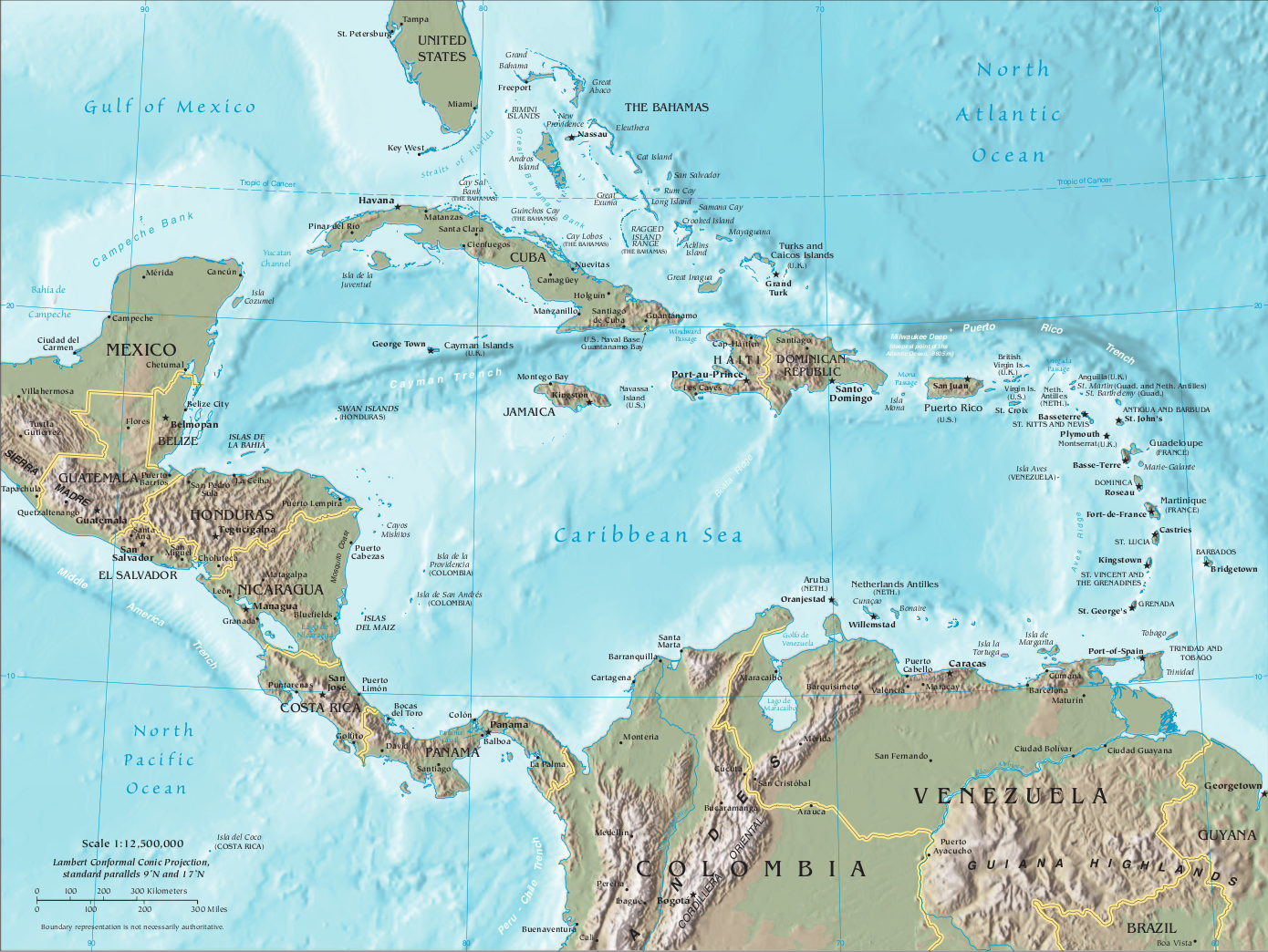
Центральна Америка та Кариби

Колумб 1492 року відкрив Багами, Кубу, Гаїті й Пуерто-Рико; на цих островах, а також на Багамських і на Ямайці мешкали два різні племені, що розмовляли різними мовами: кариби — войовниче плем'я та араваки (arrowaks, Arawaks) — мирне. Карибів до кінця XIX століття лишилося небагато на берегах Південної Америки, куди їх переселили іспанці.
Іспанці заснували перші колонії на Кубі; з 1503 року. Усі землі було розділено між європейцями, а тубільців обернено в рабство, а на початку XVII століття вони зовсім вимерли. З другої половини XVI століття острови зовсім занепали: жодне європейське судно не було спроможне перевозити товари, самі мешканці повинні були вести торгівлю тільки з Севільєю, а з 1720 р. — із Кадісом; значна кількість колоністів виселилася, все невеликі міста було знищено з метою припинення контрабандної торгівлі; з 1630 р. колонії зазнали пограбування флібустьєрів, що створили справжню державу розбійників. Зі створенням на Карибах колоній інших європейських держав (з XVII ст. та особливо з половини XVIII століття) карибські колонії почали знову розквітати.
Наприкінці XIX століття всі острови (за винятком Гаїті з сусідніми маленькими островами — 77 254 км²) були колоніями європейських держав:
- Іспанські колонії були найбільшими (площа — 128 148 км²):
  - Куба
  - Пуерто-Рико
- Британські колонії (34 499 км²):
  - Ямайка та Кайманові острови — 11 443 км²
  - Багамські острови — 14 535 км²
  - Тринідад — 4544 км²
  - Навітряні острови (Windward Islands), або Барбадос з островами Тобаго, Гренада, Сент-Вінсент, Сент-Люсія, губернаторство Антигуа (Antigua), з островом Антигуа — 2150 км²
  - Підвітряні острови (Leeward-Islands), групою островів: Аруба, Кюрасао, Домініка, Монтсеррат (Montserrat), Сент-Крістофер, Невіс, Ангілья (Anguilla) та Тортола (Tortolla), всього — 1827 км²
- Французькі колонії (2858 км²):
  - великі острови Мартиніки (988 км²)
  - Гваделупа — 1628,43 км²
  - Сен-Мартен — 53, 2 км²
  - Сен-Бартелемі (21 км²)
- Нідерландські колонії (1130,33 км²) складалися з островів Кюрасао, Сінт-Естатіус (Св. Євстахія) та Саба.
- Данські колонії (359 км²) складалися з островів Св. Хреста (Санта-Крус), Св. Іоана (Сент-Джон) і Св. Хоми (Сент-Томас). Пізніше відійшли до США.

Темношкірі мешканці з'явилися на островах за часів ввезення сюди африканських рабів (близько 1511 р.). У британських колоніях рабство було ліквідовано з 1834 р., на Гаїті рабство зникло з часів повстання негрів наприкінці XVIII століття, у данських колоніях — з 1847 року, у французьких — з 1848 року, потім — у голландських та іспанських колоніях.
Наразі на більший частині Карибських островів розташовані незалежні держави.

## Країни та території
Нижче подана таблиця карибських країн та територій.
| Країна чи територія                             | Площа (км²) | Населення (оцінка 2008) | Густота населення (осіб/км²) | Столиця         |
| ----------------------------------------------- | ----------- | ----------------------- | ---------------------------- | --------------- |
| Американські Віргінські Острови (США)           | 347         | 110 000                 | 317.0                        | Шарлотта-Амалія |
| Ангілья (Велика Британія)                       | 91          | 15 000                  | 164.8                        | Валлі           |
| Антигуа і Барбуда                               | 442         | 88 000                  | 199.1                        | Сент-Джонс      |
| Аруба (Нідерланди)                              | 180         | 107 000                 | 594.4                        | Ораньєстад      |
| Багамські Острови                               | 13 943      | 342 000                 | 24.5                         | Нассау          |
| Барбадос                                        | 430         | 256 000                 | 595.3                        | Бриджтаун       |
| Бонайре (Нідерланди)                            | 294         | 12 093                  | 41.1                         | Кралендейк      |
| Британські Віргінські Острови (Велика Британія) | 151         | 23 000                  | 152.3                        | Род-Таун        |
| Гаїті                                           | 27 750      | 10 033 000              | 361.5                        | Порт-о-Пренс    |
| Гваделупа (Франція)                             | 1628        | 401 784                 | 246.7                        | Бас-Тер         |
| Гренада                                         | 344         | 104 000                 | 302.3                        | Сент-Джорджес   |
| Домініка                                        | 751         | 67 000                  | 89.2                         | Розо            |
| Домініканська Республіка                        | 48 671      | 10 090 000              | 207.3                        | Санто-Домінго   |
| Кайманові Острови (Велика Британія)             | 264         | 56 000                  | 212.1                        | Джорджтаун      |
| Куба                                            | 109 886     | 11 204 000              | 102.0                        | Гавана          |
| Кюрасао (Нідерланди)                            | 444         | 140 794                 | 317.1                        | Віллемстад      |
| Мартиніка (Франція)                             | 1128        | 397 693                 | 352.6                        | Фор-де-Франс    |
| Монтсеррат (Велика Британія)                    | 102         | 6000                    | 58.8                         | Плімут; Брейдс  |
| Острови Теркс і Кайкос (Велика Британія)        | 948         | 33 000                  | 34.8                         | Коберн-Таун     |
| Пуерто-Рико (США)                               | 8870        | 3 982 000               | 448.9                        | Сан-Хуан        |
| Саба (Нідерланди)                               | 13          | 1537                    | 118.2                        | Боттом          |
| Сен-Бартельмі (Франція)                         | 21          | 7448                    | 354.7                        | Густавія        |
| Сент-Кіттс і Невіс                              | 261         | 52 000                  | 199.2                        | Бастер          |
| Сент-Люсія                                      | 539         | 172 000                 | 319.1                        | Кастрі          |
| Сен-Мартен (Франція)                            | 54          | 29 820                  | 552.2                        | Маріго          |
| Сент-Вінсент і Гренадини                        | 389         | 109 000                 | 280.2                        | Кінґстаун       |
| Сінт-Естатіус (Нідерланди)                      | 21          | 2739                    | 130.4                        | Ораньєстад      |
| Сінт-Мартен (Нідерланди)                        | 34          | 40 009                  | 1176.7                       | Філіпсбурґ      |
| Тринідад і Тобаго                               | 5130        | 1 339 000               | 261.0                        | Порт-оф-Спейн   |
| Ямайка                                          | 10 991      | 2 719 000               | 247.4                        | Кінгстон        |

Країни, що мають вихід до вод Карибського моря
| Країна чи територія         | Площа (км²) | Населення (оцінка 2008) | Густота населення (осбі/км²) | Столиця       |
| --------------------------- | ----------- | ----------------------- | ---------------------------- | ------------- |
| Північна Америка            |             |                         |                              |               |
| Мексика                     | 1 964 375   | 112 322 757             | 57.1                         | Мехіко        |
| Беліз                       | 22 966      | 307 000                 | 13.4                         | Бельмопан     |
| Гватемала                   | 108 889     | 14 027 000              | 128.8                        | Гватемала     |
| Гондурас                    | 112 492     | 7 466 000               | 66.4                         | Тегусігальпа  |
| Коста-Рика                  | 51 100      | 4 579 000               | 89.6                         | Сан-Хосе      |
| Нікарагуа                   | 130 373     | 5 743 000               | 44.1                         | Манаґуа       |
| Панама                      | 75 417      | 3 454 000               | 45.8                         | Панама        |
| Сальвадор                   | 21 041      | 6 163 000               | 293.0                        | Сан-Сальвадор |
| Південна Америка            |             |                         |                              |               |
| Венесуела                   | 912 050     | 26 414 815              | 27,8                         | Каракас       |
| Гаяна                       | 214 970     | 770 794                 | 3,6                          | Джорджтаун    |
| Колумбія                    | 1 138 910   | 45 013 674              | 37,7                         | Богота        |
| Суринам                     | 163 270     | 438 144                 | 2,7                          | Парамарибо    |
| Французька Гвіана (Франція) | 91 000      | 209 000                 | 2,1                          | Каєнна        |